# Pattaya Open
Pattaya Open – kobiecy turniej tenisowy kategorii WTA International Series zaliczany do cyklu WTA Tour. Rozgrywany na kortach twardych w Pattayi od 1991 roku. W 2015 roku odbyła się ostatnia edycja turnieju.

## Mecze finałowe

### gra pojedyncza
| Rok  | Zwyciężczyni         | Finalistka               | Wynik               |
| 2015 | Daniela Hantuchová   | Ajla Tomljanović         | 3:6, 6:3, 6:4       |
| 2014 | Jekatierina Makarowa | Karolína Plíšková        | 6:3, 7:6(7)         |
| 2013 | Marija Kirilenko     | Sabine Lisicki           | 5:7, 6:1, 7:6(1)    |
| 2012 | Daniela Hantuchová   | Marija Kirilenko         | 6:7(4), 6:3, 6:3    |
| 2011 | Daniela Hantuchová   | Sara Errani              | 6:0, 6:2            |
| 2010 | Wiera Zwonariowa     | Tamarine Tanasugarn      | 6:4, 6:4            |
| 2009 | Wiera Zwonariowa     | Sania Mirza              | 7:5, 6:1            |
| 2008 | Agnieszka Radwańska  | Jill Craybas             | 6:2, 1:6, 7:6(4)    |
| 2007 | Sybille Bammer       | Gisela Dulko             | 7:5, 3:6, 7:5       |
| 2006 | Szachar Pe’er        | Jelena Kostanić          | 6:3, 6:1            |
| 2005 | Conchita Martínez    | Anna-Lena Grönefeld      | 6:3, 3:6, 6:3       |
| 2003 | Henrieta Nagyová     | Ľubomíra Kurhajcová      | 6:4, 6:2            |
| 2002 | Angelique Widjaja    | Cho Yoon-jeong           | 6:2, 6:4            |
| 2001 | Patty Schnyder       | Henrieta Nagyová         | 6:0, 6:4            |
| 2000 | Anne Kremer          | Tatjana Panowa           | 6:1, 6:4            |
| 1999 | Magdalena Maleewa    | Anne Kremer              | 4:6, 6:1, 6:2       |
| 1998 | Julie Halard-Decugis | Li Fang                  | 6:1, 6:2            |
| 1997 | Henrieta Nagyová     | Dominique Van Roost      | 7:5, 6:7(6), 7:5    |
| 1996 | Ruxandra Dragomir    | Tamarine Tanasugarn      | 7:6(4), 6:4         |
| 1995 | Barbara Paulus       | Yi Jingqian              | 6:4, 6:3            |
| 1994 | Sabine Appelmans     | Patty Fendick            | 6:7(5), 7:6(5), 6:2 |
| 1993 | Yayuk Basuki         | Marianne Werdel Witmeyer | 6:3, 6:1            |
| 1992 | Sabine Appelmans     | Andrea Strnadová         | 7:5, 3:6, 7:5       |
| 1991 | Yayuk Basuki         | Naoko Sawamatsu          | 6:2, 6:2            |

### gra podwójna
| Rok  | Zwyciężczynie                           | Finalistki                              | Wynik             |
| 2015 | Chan Hao-ching Chan Yung-jan            | Shūko Aoyama Tamarine Tanasugarn        | 2:6, 6:4, 10–3    |
| 2014 | Peng Shuai Zhang Shuai                  | Ałła Kudriawcewa Anastasija Rodionowa   | 3:6, 7:6(5), 10–6 |
| 2013 | Kimiko Date-Krumm Casey Dellacqua       | Akgul Amanmuradova Aleksandra Panowa    | 6:3, 6:2          |
| 2012 | Sania Mirza Anastasija Rodionowa        | Chan Hao-ching Chan Yung-jan            | 3:6, 6:1, 10–8    |
| 2011 | Sara Errani Roberta Vinci               | Sun Shengnan Zheng Jie                  | 3:6, 6:3, 10–5    |
| 2010 | Tamarine Tanasugarn Marina Erakovic     | Anna Czakwetadze Ksienija Pierwak       | 7:5, 6:1          |
| 2009 | Jarosława Szwiedowa Tamarine Tanasugarn | Julija Bejhelzimer Witalija Djaczenko   | 6:3, 6:2          |
| 2008 | Chan Yung-jan Chuang Chia-jung          | Hsieh Su-wei Vania King                 | 6:4, 6:3          |
| 2007 | Nicole Pratt Mara Santangelo            | Chan Yung-jan Chuang Chia-jung          | 6:4, 7:6(4)       |
| 2006 | Li Ting Sun Tiantian                    | Yan Zi Zheng Jie                        | 3:6, 6:1, 7:6(5)  |
| 2005 | Marion Bartoli Anna-Lena Grönefeld      | Marta Domachowska Silvija Talaja        | 6:3, 6:2          |
| 2003 | Li Ting Sun Tiantian                    | Wynne Prakusya Angelique Widjaja        | 6:4, 6:3          |
| 2002 | Kelly Liggan Renata Voráčová            | Lina Krasnorucka Tatjana Panowa         | 7:5, 7:6(7)       |
| 2001 | Åsa Carlsson Iroda Tulyaganova          | Liezel Huber Wynne Prakusya             | 4:6, 6:3, 6:3     |
| 2000 | Yayuk Basuki Caroline Vis               | Tina Križan Katarina Srebotnik          | 6:3, 6:3          |
| 1999 | Åsa Carlsson Émilie Loit                | Jewgienija Kulikowska Patricia Wartusch | 6:1, 6:4          |
| 1998 | Julie Halard-Decugis Els Callens        | Rika Hiraki Aleksandra Olsza            | 3:6, 6:2, 6:2     |
| 1997 | Kristine Kunce Corina Morariu           | Florencia Labat Dominique Van Roost     | 6:3, 6:4          |
| 1996 | Miho Saeki Yuka Yoshida                 | Tina Križan Nana Miyagi                 | 6:3, 7:5          |
| 1995 | Jill Hetheringon Kristine Kunce         | Kristin Godridge Nana Miyagi            | 2:6, 6:4, 6:3     |
| 1994 | Patty Fendick Meredith McGrath          | Yayuk Basuki Nana Miyagi                | 7:6(0), 3:6, 6:3  |
| 1993 | Cammy MacGregor Catherine Suire         | Patty Fendick Meredith McGrath          | 6:3, 7:6(3)       |
| 1992 | Isabelle Demongeot Natalija Medwediewa  | Pascale Paradis-Mangon Sandrine Testud  | 6:1, 6:1          |
| 1991 | Kay Miyagi Suzanna Wibowo               | Rika Hiraki Akemi Nishiya-Kinoshita     | 6:1, 6:4          |